# Umar Sadiq
Umar Sadiq (ur. 2 lutego 1997 w Kadunie) – nigeryjski piłkarz grający na pozycji napastnika.

## Kariera klubowa
Umar Sadiq jest synem znanego w Kadunie piłkarza, dzięki czemu szybko sam zaczął uprawiać piłkę nożną. W 2011 roku trafił do akademii Abuja FC, której współzałożycielem był późniejszy prezes Spezii Calcio. Ściągnął on zdolnego Nigeryjczyka do Włoch, a następnie wypożyczył do USD Lavagnese, gdzie strzelił 26 goli w 24 spotkaniach. Po roku Sadiq wrócił do Spezii, której pomógł po raz pierwszy w historii awansować do ćwierćfinału młodzieżowych mistrzostw Włoch. W rozgrywkach Primavery Nigeryjczyk zdobył 26 bramek w 27 meczach.
W czerwcu 2015 Sadiq został wypożyczony do AS Roma, która zapewniła sobie opcję pierwokupu gracza. W debiucie w młodzieżowym zespole zdobył cztery bramki. W Serie A zadebiutował 21 listopada 2015 roku w zremisowanym 2:2 meczu z Bologną. W 89. minucie 18-latek zastąpił na boisku Juana Manuela Iturbe. Pierwszą ligową bramkę zdobył 6 stycznia 2016 roku w zremisowanym 3:3 meczu z Chievo Werona.
31 sierpnia 2016 Sadiq został wypożyczony do Bolognii, która ma prawo pierwokupu napastnika za 4 miliony euro. AS Roma ma zaś zagwarantowane prawo odkupienia gracza. W nowym klubie Sadiq zadebiutował 16 października 2016 w zremisowanym 1:1 meczu z S.S. Lazio. Stał się tym samym pierwszym Nigeryjczykiem, który zagrał w barwach Bolognii.

## Statystyki
Stan na 11 grudnia 2017
| Klub       | Sezon     | Liga  | Liga | Puchar kraju | Puchar kraju | Europejskie puchary | Europejskie puchary | Inne  | Inne | Razem | Razem |
| Klub       | Sezon     | Mecze | Gole | Mecze        | Gole         | Mecze               | Gole                | Mecze | Gole | Mecze | Gole  |
| ---------- | --------- | ----- | ---- | ------------ | ------------ | ------------------- | ------------------- | ----- | ---- | ----- | ----- |
| AS Roma    | 2015/2016 | 6     | 2    | 0            | 0            | 0                   | 0                   | –     | –    | 6     | 2     |
| Bologna FC | 2016/2017 | 7     | 0    | 0            | 0            | –                   | –                   | –     | –    | 7     | 0     |
| Torino FC  | 2016/2017 | 3     | 0    | 0            | 0            | –                   | –                   | –     | –    | 3     | 0     |
| Łącznie    | Łącznie   | 16    | 2    | 0            | 0            | 0                   | 0                   | 0     | 0    | 16    | 2     |

## Kariera reprezentacyjna
Umar Sadiq uczestniczył z młodzieżową reprezentacją Nigerii w igrzyskach olimpijskich w Rio de Janeiro, na których wywalczył brązowy medal. Sadiq w turnieju tym zdobył cztery bramki w siedmiu ṣspotkaniach i był najlepszym strzelcem swojej drużyny.

## Styl gry
Ze względu na fakt, iż Sadiq jest wysoki i szczupły, media oraz kibice porównują go do Nwankwo Kanu, słynnego reprezentanta Nigerii. Sadiq sam zresztą przyznaje, że wzoruje się na Kanu. Postura piłkarza sprawia także, iż sprawa wrażenia mającego problemy z koordynacją ruchową.